# 337-ма гвардійська реактивна артилерійська бригада (СРСР)
337-ма гвардійська реактивна артилерійська Київська, ордена Леніна, Червонопрапорна, орденів Богдана Хмельницького та Олександра Невського бригада (337 гв. РеАБр) — з'єднання артилерійських військ Радянської армії, що існувало у 1942—1992 роках. Місце дислокації — м. Дрогобич, Львівська обл. Бригада входила до складу 26-ї артилерійської дивізії.
У 1992 році, після розпаду СРСР, з'єднання перейшло під юрисдикцію України і згодом переформоване як 15-й реактивний артилерійський полк.

## Історія
6 серпня 1942 року — у Москві на базі 391-го, 392-го та 393-го окремих гвардійських мінометних дивізіонів сформовано 98-й гвардійський мінометний полк.
Під час Другої світової війни полк брав участь у боях у складі 60-ї армії. 12 вересня 1942 року частина почала бойові дії на Воронезькому фронті. В січні 1943 року полк взяв участь у прориві оборони німців на річці Дон, південніше міста Воронеж, з лютого 1943 року брав участь в боях за місто Курськ. Частина відіграла не останню роль у визволенні від німців Києва, Львова, Шепетівки, Тернополя.
Березень 1948 року — 98-й гвардійський мінометний полк переформовано в 146-й гвардійський мінометний дивізіон.
У 1948 році дивізіон розформовано, особовий склад переведено до 13-ї гвардійської реактивно-мінометної бригади 26-ї артилерійської дивізії.
1961 року бригада переформована на 904-й гвардійський реактивний артилерійський полк.
1—30 грудня 1989 року полк був переформований на 337-му гвардійську реактивно-артилерійську бригаду.
24 серпня 1991 року — 337-ма реактивна артилерійська бригада підпорядкована Верховній раді України.
12 грудня 1991 року — 337 реактивна артилерійська бригада включена у склад Збройних Сил України із збереженням почесних найменувань, орденів, місця дислокації.
19 січня 1992 року — особовий склад 337-ї реактивної артилерійської бригади склав присягу на вірність народу України. З'єднання перейшло під юрисдикцію України і згодом переформоване як 15-й реактивний артилерійський полк.

## Озброєння
- (до 1989) 122-мм реактивні установки залпового вогню БМ-21 «Град»[2]
- (з 1989) 300-мм реактивні системи залпового вогню 9К58 «Смерч»[2]

## Нагороди
- Орден Червоного Прапора — за зразкове виконання завдання по визволенню Шепетівки від німецько-фашистських загарбників (указ Президії Верховної Ради СРСР від 17 лютого 1944 року);
- Орден Богдана Хмельницького І ступеня[2] — за визволення Тернополя від німецько-фашистських загарбників (указ Президії Верховної Ради СРСР від 25 квітня 1944 року);
- Орден Леніна — за визволення Львова від німецько-фашистських загарбників (указ Президії Верховної Ради СРСР від 10 серпня 1944 року);
- Орден Олександра Невського — за успішні бойові дії по ліквідації німецько-фашистського угрупування південно-західніше м. Опельн в Сілезії (указ Президії Верховної Ради СРСР від 26 квітня 1945 року).

Почесні найменування:
- «Гвардійський» — з моменту утворення;
- «Київський» — за успішне проведення бойових дій по вигнанню з Києва нацистських загарбників;

## Командування
- Перший командир — Тіхонов Є. Г.